# Роккі 3
Роккі 3 (англ. Rocky III) — американський фільм 1982 року.

## Сюжет
Здобувши нищівну перемогу над Аполло Крідом, Роккі купається в променях слави. Його оточує розкіш і престиж. Він з легкістю перемагає усіх претендентів на його чемпіонський пояс. Гонорари великі, а тренування нетривалі, і в результаті Роккі починає втрачати свою швидкість і точність, а також дають про себе знати старі травми. І коли на рингу з'являється молодий, подібний до урагану, боксер на ім'я Клабер, Роккі виявляється нездатним витримати його нищівні удари і програє. Після такої ганьби від нього відвертаються всі, окрім колишнього ворога, а тепер товариша, Аполло Кріда.

## У ролях
| Актор              | Роль           |
| ------------------ | -------------- |
| Сильвестр Сталлоне | Роккі Бальбоа  |
| Містер Ті          | Клабер Ленг    |
| Талія Шайр         | Едріан         |
| Берджесс Мередіт   | Міккі Голдмілл |
| Карл Везерс        | Аполло Крід    |
| Галк Гоган         | Тандерліпс     |
| Берт Янг           | Полі           |
| Тоні Бертон        | Дюк            |
| Йен Фрід           | Роккі молодший |
| Аль Сільвані       | Аль            |

## Саундтрек
1. "Eye of the Tiger"  Survivor (гурт) – 3:53
2. "Take You Back (Tough Gym)" – 1:48
3. "Pushin'" – 3:10
4. "Decision" – 3:20
5. "Mickey" – 4:42
6. "Take You Back" – 3:37
7. "Reflections" – 2:05
8. "Gonna Fly Now" – 2:52
9. "Adrian" – 1:42
10. "Conquest" – 4:40